# Hosszúcsápú molyfélék
A hosszúcsápú molyfélék avagy ércfényű virágmolyfélék  (Incurvariidae) családját a valódi lepkék alrendjének Heteroneura alrendágába soroljuk. A hagyományos felosztás szerint – amint erre nevük is utal – a molylepkék (Microlepidoptera) közé tartoznak.
Kis termetű, fényesen csillogó szárnyú, palearktikus elterjedésű lepkék. Csápjuk feltűnően hosszú: a hímeké az első szárnypár hosszának négyszeresét is elérheti. Imágóiknak pödörnyelve van, és többségük nappal, a virágok nektárjával táplálkozik. A hernyók rövid, széles, lapos, nyitott zsákokban élnek tápnövényeiken.
Hazánkban hét fajukat mutatták ki; ezek közül:
- egy, a tölgyaknázó virágmoly (Incurvaria masculella) él a Vértesben (Pastorális & Szeőke, 2011);
- kettő (a tölgyaknázó mellett a nyíraknázó virágmoly Incurvaria pectinea) szerepel a Mátra Múzeum gyűjteményében (Buschmann, 2003).

## Rendszertani felosztásuk
A családot tizenöt nemre tagolják:
- Alloclemensia
- Basileura
- Brosis
- Clistoses
- Excurvaria
- Incurvarites
  - bükkös virágmoly (Incurvaria korneriella Zeller, 1839)
  - tölgyaknázó virágmoly (Incurvaria masculella Denis & Schiffermüller, 1775 avagy Incurvaria muscalella Fabricius, 1787) – Magyarországon általánosan elterjedt;
  - nyíraknázó virágmoly (Incurvaria pectinea (Haworth, 1828) – több helyről ismert.
  - áfonyás virágmoly (Incurvaria oehlmaniella Hb., 1796)
  - szamócarágó virágmoly (Incurvaria praelatella Denis & Schiffermüller, 1775)
- Paraclemensia
- Perthida
- Phylloporia (3 fajjal);
  - nyírlevél-virágmoly (Phylloporia bistrigella Haworth, 1828)
- Procacitas
- Protaephagus
- Rhathamictis
- Simacauda
- Tanysaccus
- Vespina
  - szlovák virágmoly (Vespina slovaciella Zagulajev & Tokár, 1990)